# Anastassia Alexandrova
Pour les articles homonymes, voir Aleksandrov.
Anastassia N. Alexandrova est une chimiste russo-américaine qui est professeure à l'Université de Californie à Los Angeles. Ses recherches portent sur la conception informatique de matériaux fonctionnels.

## Formation
Alexandrova a remporté l'Olympiade régionale des étudiants russes en chimie en 2000. Elle a fréquenté l'Université d'État de Saratov pour ses études de premier cycle, où elle a reçu une bourse du gouvernement russe pour ses performances exceptionnelles en sciences. Elle a déménagé aux États-Unis pour ses études supérieures, où elle a étudié les grappes aromatiques à l'aide d'algorithmes génétiques Ab initio. En particulier, elle a développé l'algorithme génétique Gradient Embedded (Gradient Embedded genetic Algorithm, GEGA) pour identifier les minima des amas atomiques . Après avoir obtenu son doctorat avec une thèse intitulée « Multiply aromatic clusters via ab initio genetic algorithm » (2005), Alexandrova a déménagé à l'Université Yale, où elle a rejoint le laboratoire de William L. Jorgensen. Elle a également travaillé dans le laboratoire de John C. Tully (en) où elle a étudié la photochimie des fragments d'ADN,.

## Recherche et carrière
Alexandrova a été nommée à la faculté de l'Université de Californie à Los Angeles en 2009. Elle développe des méthodes de modélisation multi-échelles pour mieux comprendre les nouveaux matériaux fonctionnels. Les matériaux considérés par Alexandrova comprenaient les points quantiques, les métalloenzymes artificielles, la catalyse hétérogène et les alliages ultra durs,. Elle a notamment travaillé sur le triboracyclopropényle (en), un motif structurel cyclique dans la chimie du bore, nommé pour sa similarité géométrique avec le cyclopropène. Contrairement aux groupes de boranes non planaires qui présentent des nombres de coordination plus élevés au niveau du bore (par exemple, par des liaisons à 2 électrons à 3 centres avec des hydrures ou des cations de pontage), les structures de type triboracyclopropényle sont des anneaux de trois atomes de bore où les substituants de chaque bore sont également coplanaires à l'anneau.
Elle utilise divers modèles informatiques, notamment la théorie de la fonctionnelle de la densité, la dynamique moléculaire et les méthodes ab initio de chimie quantique. Alexandrova a passé 2016 en tant que boursière du Programme Fulbright à l'École normale supérieure où elle s'est concentrée sur la catalyse informatique.

## Récompenses et honneurs
- National Science Foundation CAREER Awards (en) 2014 [11]
- Prix de l'étoile montante de l'American Chemical Society 2015[12]
- Bourse Fulbright 2016 à l' École normale supérieure[10]
- 2018 Undergraduate Research Week Faculty Mentor Awards de l'Université de Californie à Los Angeles[13]
- 2019 Université de Californie, Los Angeles Distinguished Teaching Award pour la faculté du Sénat[14]
- Prix de début de carrière de la division de chimie physique de l'American Chemical Society 2020 en chimie théorique [15]

## Publications (sélection)
- (en) Hua-Jin Zhai, Anastassia N Alexandrova, K Alexander Birch, Alexander I Boldyrev et Lai-Sheng Wang, « Hepta- and octacoordinate boron in molecular wheels of eight- and nine-atom boron clusters: observation and confirmation », Angewandte Chemie International Edition, Wiley, vol. 42, no 48,‎ 1er décembre 2003, p. 6004-6008 (ISSN 1433-7851 et 1521-3773, OCLC 43968233, PMID 14679555, DOI 10.1002/ANIE.200351874).
- (en) Anastassia N Alexandrova, Alexander I Boldyrev, You-Jun Fu, Xin Yang, Xue-Bin Wang et Lai-Sheng Wang, « Structure of the Na(x)Cl(x+1) (-) (x=1-4) clusters via ab initio genetic algorithm and photoelectron spectroscopy », The Journal of Chemical Physics, AIP, vol. 121, no 12,‎ 1er septembre 2004, p. 5709-5719 (ISSN 0021-9606, 1089-7690 et 1520-9032, PMID 15366994, DOI 10.1063/1.1783276).
- (en) Anastassia N Alexandrova et Alexander I Boldyrev, « Search for the Lin(0/+1/-1) (n = 5-7) Lowest-Energy Structures Using the ab Initio Gradient Embedded Genetic Algorithm (GEGA). Elucidation of the Chemical Bonding in the Lithium Clusters », Journal of Chemical Theory and Computation, ACS, vol. 1, no 4,‎ 1er juillet 2005, p. 566-580 (ISSN 1549-9618 et 1549-9626, PMID 26641677, DOI 10.1021/CT050093G).